# 冈萨雷斯号驱逐舰
冈萨雷斯号驱逐舰（USS Gonzalez (DDG-66)）是美国海军阿利·伯克级驱逐舰的第十六艘，以越戰時陣亡的海军陆战队中士阿尔弗雷多·坎图·冈萨雷斯（Alfredo Cantu "Freddy" Gonzalez）命名。
冈萨雷斯号驱逐舰于1994年2月3日在缅因州巴斯的巴斯钢铁厂安放龙骨，1995年2月18日下水，1996年6月14日服役。
2006年3月18日，冈萨雷斯号导弹驱逐舰和圣乔治角号导弹巡洋舰（USS Cape St. George，CG-71）编队在亚丁湾海域遭到索马里海盗以“狼群战术”打劫。海盗们向美军军舰开枪和发射RPG。一艘海盗船被美军的12.7毫米机枪打成起火，1名海盗被打死，12人投降被抓获，其中5名海盗受伤。圣乔治角号在行动中受到海盗的枪击，钢板表面被刮花。美军收缴了其装备后，就把他们丢在海上自生自灭。